# Robert Shea
Robert Joseph Shea (Inishowen, 18 gennaio 1932 – New York, 10 marzo 1994) è stato un saggista, scrittore e giornalista statunitense.
Dopo aver lavorato come curatore editoriale per la rivista erotica Playboy lungo la seconda metà degli anni sessanta, è divenuto noto grazie alla Trilogia degli Illuminati (The Illuminatus! Trilogy) che segna i primi passi dell'autore in una lunga serie di opere incentrate sul tema delle teorie della cospirazione. In seguito ha pubblicato romanzi storici e fantascientifici nonché studi nella psicologia futuristica. È morto nel 1994 per un cancro al colon.

## Opere
- Trilogia degli Illuminati (The Illuminatus! Trilogy) (con Robert Anton Wilson)
  - The Eye in the Pyramid (1975) Dell
  - The Golden Apple (1975) Dell
  - Leviathan (1975) Dell
- Shike opera omnia pubblicata nel 1992 dalla Ballantine Books
  - Time of the Dragons (1981) Jove
  - Last of the Zinja (July 1, 1981) Jove
- All Things Are Lights (1986) Ballantine Books
- From No Man's Land to Plaza del Lago (1987) Amer References
- Il saraceno: la terra degli infedeli (1989)
- Il saraceno: la guerra santa (1989)
- Il sentiero dello Sciamano (1991)